# Atlantiska orkansäsongen 1991
Den atlantiska orkansäsongen 1991 pågick officiellt från den 1 juni 1991 till den 30 november 1991. Historiskt sett bildas de allra flesta tropiska cyklonerna under denna period på året. Säsongen var relativt inaktiv med endast åtta namngivna stormar, troligtvis resultatet av en kraftig El Niño som varade mellan åren 1991 till 1994
Orkanen Bob var den storm som orsakade mest skada. Orkanen färdades upp längs USA:s östkust och drog in över land vid Rhode Island. Bob orsakade 17 dödsfall och skador som uppskattades till 1,5 miljarder dollar (1991 års kurs)
Perfekta stormen 1991, som orsakade nästan 1 miljard dollar (1991 års kurs) i skador och dödade 12 personer, var nära knuten till tropisk aktivitet, då den fick bränsle från resterna av Orkanen Grace vilket ledde till skapandet av Orkanen Åtta.